# 矢田部名実
矢田部 名実（やたべ の なざね、生年不詳 - 昌泰3年（900年））は、平安時代前期の官人。矢田部稲吉の子とする系図がある。官位は六位・大内記。

## 経歴
元慶8年（884年）文章生に補され、寛平2年（890年）対策に及第する。河内権大掾・阿波権掾と地方官を歴任したのち、寛平9年（897年）少内記に任ぜられ、昌泰2年（899年）大内記に至る。昌泰3年（900年）卒去。
擬文章生であった元慶2年（878年）に開催された日本紀講筵に尚復として参加、記録として『日本書紀私記』の一つである『元慶私記』をまとめたとされる。勅撰歌人として『古今和歌集』に和歌作品1首が採られている。

## 官歴
『古今和歌集目録』による。
- 元慶8年（884年） 6月21日：文章生
- 寛平2年（890年） 3月9日：河内権大掾。9月23日：対策
- 寛平4年（892年） 3月15日：阿波権掾
- 寛平9年（897年） 7月22日：少内記
- 昌泰2年（899年） ○月11日：大内記
- 昌泰3年（900年） 日付不詳：卒去

## 系譜
- 父：矢田部稲吉[3]
- 母：不詳
- 生母不詳の子女
  - 男子：矢田部陳義[3]